# Đa sắc

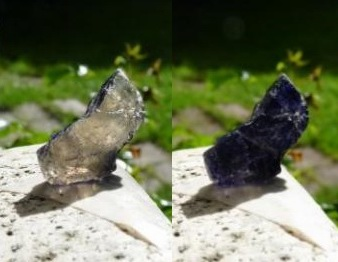
Cordierit

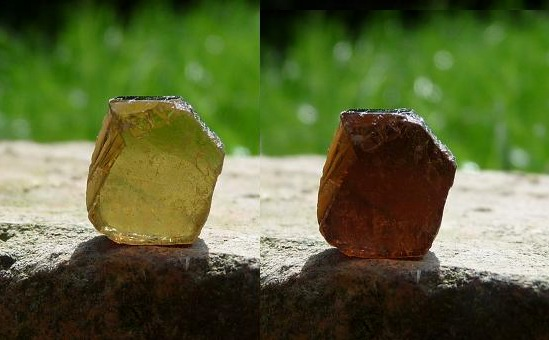
Tourmalin

Đa sắc là một hiện tượng quang học mà một chất thể hiện nhiều màu sắc khác nhau khi xem xét chúng ở các góc khác nhau, đặc biệt dưới ánh sáng phân cực.

## Tổng quan
Các tinh thể đẳng hướng sẽ có các tính chất quang học khác nhau theo hướng của ánh sáng. Sự phân cực của ánh sáng xác định hướng của trường điện từ, và các tinh thể sẽ phản xạ lại theo nhiều hướng khác nhau nếu góc tới thay đổi. Các kiểu tinh thể này có một hoặc hai trục quang học. Nếu sự hấp thụ ánh sáng thay đổi theo góc tới tương đối so với các trục quang học trong tinh thể thì tạo ra sự đa sắc.
Các tinh thể đẳng hướng có khúc xạ kép ánh sáng nơi ánh sáng có sự phân cực khác nhau bị tinh thể bẻ cong khác nhau, và do đó theo những con đường khúc xạ khác nhau đi qua tinh thể. Những thành phần của tia sáng bị chia tách theo những đường khác nhau trong khoáng vật và truyền đi với những vật tốc khác nhau. Khi khoáng vật được quan sát ở những góc tới khác nhau, ánh sáng có sự kết hợp của những con đường khác hau và phân cực sẽ được thể hiện, mỗi loại sẽ có màu khác nhau được hấp thụ. Ở góc khác, ánh sáng đi qua tinh thể sẽ bao gồm các đường đi và sự phân cực, mỗi đường đi sẽ có màu riêng. Ánh sáng truyền quan khoáng vật sẽ có màu khác nhau khi nhìn ở những góc khác nhau, làm cho đá có vẻ như khác nhau.

## Trong khoáng vật học
Tính đa sắc là công cụ cực kỳ hữu ích trong khoáng vật học nhằm để xác định khoáng vật, vì các khoáng vật nhìn giống nhau nhưng rất khác biệt về tính đa sắc. Trong những trường hợp như thế, người ta dùng mẫu lát mỏng của khoáng vật và soi chúng dưới ánh sáng phân cực truyền qua bằng kính hiển vi thạch học. Một thiết bị khác dùng tính chất này để xác định các khoáng vật là kính lưỡng sắc.

## Danh sách các khoáng có tính đa sắc

### Tía và tím
- Amethyst (rất thấp): tía
- Andalusit (mạnh): nâu lục/đỏ thẫm/tía
- Beryl (trung bình): tía/không màu
- Corundum (cao): tía/cam
- Hypersthen (mạnh): tía/cam
- Spodumen (Kunzit) (mạnh): tía/trong/hồng
- Tourmalin (mạnh): tía nhạt/tía

### Lam
- Aquamarine (trung bình): không màu-lam nhạt / lam nhạt, lam thẫm
- Alexandrit (mạnh): tía-đỏ thẫm/cam/lục
- Apatit (mạnh): vàng-lam/lam-không màu
- Benitoit (mạnh): không màu / lam đậm
- Cordierit (rất mạnh): nâu xam / vàng / nâu lục / lam xám / lam đến tía
- Corundum (mạnh): tím-lam thẫm / lam nhạt-lục
- Iolit (mạnh): không màu / vàng / lam / lam thẫm-tím
- Topaz (tất thấp): không màu / lam nhạt / hồng
- Tourmalin (mạnh): lam thẫm / lam nhạt
- Zoisit (mạnh): lam / tía đỏ / lục vàng
- Zircon (mạnh): lam / trong suốt / xám

### Lục
- Alexandrit (mạnh): đỏ thẫm / vàng / lục
- Andalusit (mạnh): lục nâu / đỏ thẫm
- Corundum (mạnh): lục / lục vàng
- Emerald (mạnh): lục / lục lam
- Peridot (thấp): lục-vàng / lục / không màu
- Titanit (trung bình): lục nâu / lục lam
- Tourmalin (mạnh): lục lam / lục nâu / lục vàng
- Zircon (thấp): nâu lục / lục